# Comitato militare rivoluzionario

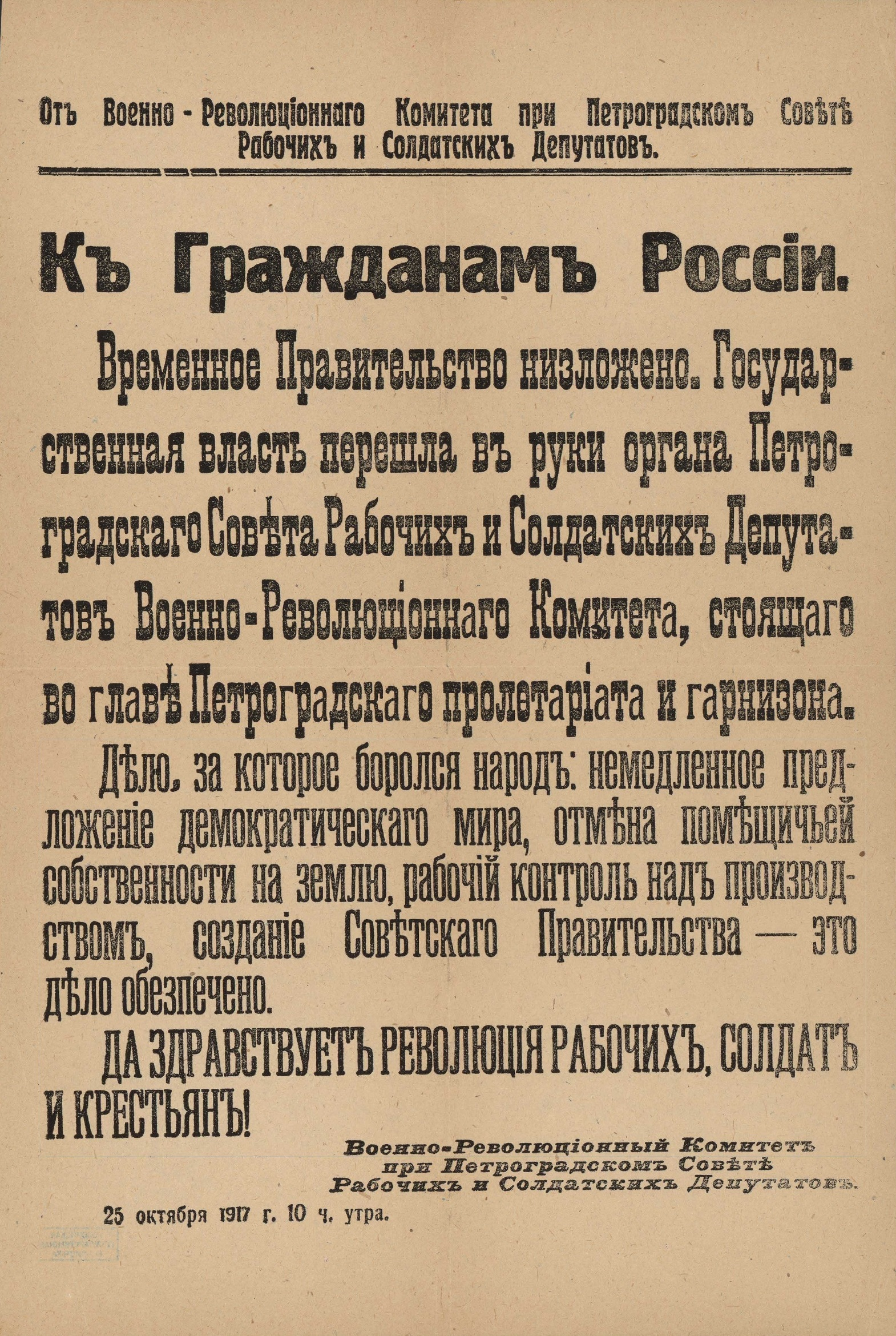
Proclama del 7 novembre 1917 (25 ottobre del calendario giuliano) con cui il Comitato militare rivoluzionario di Pietrogrado comunica "ai cittadini della Russia" il rovesciamento del Governo provvisorio.

Il Comitato militare rivoluzionario, in russo Военно-революционный комитет (ВРК)?, Voenno-revolucionnyj komitet (VRK), fu una tipologia di organismo militare costituito su iniziativa del Partito bolscevico in seno a numerosi Soviet dei deputati degli operai e dei contadini nella fase della preparazione e concretizzazione della Rivoluzione d'ottobre. Svolgevano il ruolo di organi straordinari provvisori del potere proletario e si occupavano della direzione dell'insurrezione armata e del consolidamento del potere sovietico in Russia.

## Storia
Il primo Comitato militare rivoluzionario fu quello di Pietrogrado, istituito dal Soviet della capitale il 25 ottobre (12 del calendario giuliano) 1917. Al momento della presa del Palazzo d'Inverno erano operativi nel Paese circa quaranta Comitati militari rivoluzionari, mentre nei mesi successivi se ne formarono oltre 220, a differenti livelli di suddivisione territoriale, con una composizione sociale e partitica variabile, ma in maggioranza controllati dai bolscevichi e composti, oltre che di rappresentanti del partito, di delegati dei Soviet, dei sindacati, dei comitati di fabbrica, dei comitati dei soldati, delle Guardie rosse.
I Comitati militari rivoluzionari vennero poi progressivamente smantellati, con tempi e modalità diverse da luogo a luogo, man mano che si consolidavano le strutture del nuovo Stato sovietico.